# Mustafa Kayabaşı
Mustafa Kayabaşı (* 13. März 1988 in Erbaa) ist ein türkischer Fußballspieler, der für Hatayspor spielt. Er nennt sich selber, in Anlehnung an die Tim-und-Struppi-Comicserien, Tenten, was der internationale Name dieser Comicserie ist. Er hatte sogar zeitweise versucht, diesen Namen auf seinen Trikot aufzudrucken.

## Karriere
Kayabaşı begann mit dem Fußballspielen in der Jugend von Gençlerbirliği Ankara und spielte hier, mit Ausnahme der Spielzeit 2001/02 die er in der Jugend von Köprülü Bahçeli SK, bis zum Sommer 2006. 2006 erhielt er von Gençlerbirliği einen Profivertrag, spielte aber weiterhin eine Spielzeit für die Reservemannschaft. Ab dem Sommer 2007 wurde er die nachfolgenden vier Spielzeiten immer als Leihspieler abgegeben. So verbrachte er die Spielzeit 2007/08 bei Fethiyespor, die Spielzeit 2008/09 bei Kastamonuspor, die Zeit von 2009/11 bei Hacettepe SK und die Spielzeit 2011/12 bei Balıkesirspor.
Zur Saison 2012/13 nahm er am Saisonvorbereitungscamp teil und wurde anschließend von Trainer Fuat Çapa in den Profikader für die anstehende Saison aufgenommen. Zur Rückrunde der gleichen Spielzeit wurde er an den Zweitligisten Samsunspor ausgeliehen.
Zum Sommer 2013 wechselte er zum Zweitligisten Balıkesirspor. Hier unterschrieb er einen Dreijahresvertrag. In der nächsten Winterpause verließ er diesen Klub als Leihspieler zum Ligarivalen Boluspor.
Zur darauffolgenden Saison 2014/15 unterschrieb er beim Drittligisten Hatayspor. Im Januar 2015 wechselte er zu Keçiörengücü und dann zwei Jahre später zum Drittligisten Büyükşehir Belediye Erzurumspor. Mit Letzterem beendete er die Drittligasaison 2016/17 als Play-off-Sieger und stieg in die TFF 1. Lig auf.
Im Sommer 2017 wechselte er zum Viertligisten Yeni Orduspor.

## Erfolge
Mit Büyükşehir Belediye Erzurumspor
- Play-off-Sieger der TFF 2. Lig und Aufstieg in die TFF 1. Lig: 2016/17